# Geocapromys thoracatus
Geocapromys thoracatus és una espècie extinta de rosegador de la família dels capròmids. Era endèmica de l'illa Cisne Pequeño (Hondures). El seu hàbitat natural eren els matollars situats als atols. S'extingí a causa de la introducció de gats a la seva distribució, amb un fort huracà que es produí el 1955 com a possible factor contribuïdor.